# Morro do Chapéu
Morro do Chapéu é um município brasileiro do estado da Bahia.

## História
A Lei provincial n.° 67, de 1 de junho de 1838 criou a freguesia de Nossa Senhora da Graça do Morro do Chapéu, pertencente à vila de Santo Antônio de Jacobina. Apenas em 7 de maio de 1864 a freguesia foi elevada à vila, desmembrada do de Jacobina, pela Lei provincial n.° 933, ocorrendo sua instalação a 6 de novembro do ano seguinte.

## Geografia

### Clima
Morro do Chapéu possui um clima subtropical úmido (tipo Cwa segundo Köppen). Possui temperaturas suaves para a região com baixa latitude, por volta de 18 a 28 °C, no verão. E no inverno, já foi registrada temperatura mínima abaixo de 10 °C, embora ocorram muito raramente. Apresenta um verão úmido e mais fresco que as cidades do entorno, moderada principalmente pela altitude acima dos 1000m e pelas chuvas de verão que se apresentam torrencialmente ou advindas do oceano, assim como invernos relativamente frios e mais secos.
A cidade apresenta duas estações bem definidas: A das chuvas vai de novembro a abril e a da seca vai do final de abril a outubro.[carece de fontes?]
Segundo dados do Instituto Nacional de Meteorologia (INMET), referentes ao período de 1961 a 1970 e a partir de 1977, a menor temperatura registrada em Morro do Chapéu foi de 7,2 °C em agosto de 1963, nos dias 24 e 31, e a maior atingiu 36,8 °C em 3 de dezembro de 2015. O maior acumulado de precipitação em 24 horas foi de 124,8 milímetros (mm) em 27 de dezembro de 1977. Outros grandes acumulados iguais ou superiores a 100 mm foram: 122,2 mm em 18 de novembro de 2014, 111 mm em 16 de março de 1969, 109,4 mm em 27 de março de 1997, 105,3 mm em 22 de dezembro de 1963, 104,5 mm em 9 de março de 1987 e 101,4 mm em 2 de abril de 2017.
| Dados climatológicos para Morro do Chapéu | Dados climatológicos para Morro do Chapéu | Dados climatológicos para Morro do Chapéu | Dados climatológicos para Morro do Chapéu | Dados climatológicos para Morro do Chapéu | Dados climatológicos para Morro do Chapéu | Dados climatológicos para Morro do Chapéu | Dados climatológicos para Morro do Chapéu | Dados climatológicos para Morro do Chapéu | Dados climatológicos para Morro do Chapéu | Dados climatológicos para Morro do Chapéu | Dados climatológicos para Morro do Chapéu | Dados climatológicos para Morro do Chapéu | Dados climatológicos para Morro do Chapéu |
| Mês | Jan                                       | Fev                                       | Mar                                       | Abr                                       | Mai                                       | Jun                                       | Jul                                       | Ago                                       | Set                                       | Out                                       | Nov                                       | Dez                                       | Ano                                       |
| --- | ----------------------------------------- | ----------------------------------------- | ----------------------------------------- | ----------------------------------------- | ----------------------------------------- | ----------------------------------------- | ----------------------------------------- | ----------------------------------------- | ----------------------------------------- | ----------------------------------------- | ----------------------------------------- | ----------------------------------------- | ----------------------------------------- |
| Temperatura máxima recorde (°C) | 34                                        | 33,5                                      | 33,1                                      | 34                                        | 33,6                                      | 33,2                                      | 30,5                                      | 32,6                                      | 34                                        | 34,5                                      | 34,8                                      | 36,8                                      | 36,8                                      |
| Temperatura máxima média (°C) | 27,9                                      | 28,4                                      | 27,7                                      | 26,4                                      | 24,9                                      | 23,1                                      | 22,7                                      | 23,7                                      | 25,7                                      | 27,5                                      | 27,5                                      | 27,5                                      | 26,1                                      |
| Temperatura média compensada (°C) | 22,1                                      | 22,4                                      | 22,1                                      | 21,3                                      | 20                                        | 18,4                                      | 17,7                                      | 18,1                                      | 19,6                                      | 21,2                                      | 21,7                                      | 21,9                                      | 20,5                                      |
| Temperatura mínima média (°C) | 18                                        | 18,1                                      | 18,4                                      | 18                                        | 16,9                                      | 15,6                                      | 14,7                                      | 14,7                                      | 15,7                                      | 16,8                                      | 17,5                                      | 17,9                                      | 16,9                                      |
| Temperatura mínima recorde (°C) | 12,6                                      | 10,7                                      | 13                                        | 13,2                                      | 11                                        | 8                                         | 7,4                                       | 7,2                                       | 10,2                                      | 10,5                                      | 12,2                                      | 12,2                                      | 7,2                                       |
| Precipitação (mm) | 71,1                                      | 65,1                                      | 102                                       | 63,1                                      | 29,6                                      | 33,3                                      | 29,5                                      | 23,6                                      | 18,1                                      | 38,4                                      | 97,2                                      | 83,5                                      | 654,5                                     |
| Dias com precipitação (≥ 1 mm) | 6                                         | 5                                         | 7                                         | 8                                         | 5                                         | 9                                         | 8                                         | 7                                         | 5                                         | 4                                         | 7                                         | 6                                         | 80                                        |
| Umidade relativa compensada (%) | 70,6                                      | 70,4                                      | 74,7                                      | 78,5                                      | 80,4                                      | 83,1                                      | 81                                        | 76,2                                      | 71,2                                      | 67,7                                      | 69,7                                      | 71,8                                      | 74,6                                      |
| Insolação (h) | 220,2                                     | 203,9                                     | 198,1                                     | 186,6                                     | 176,4                                     | 155,8                                     | 183,3                                     | 205,2                                     | 207,4                                     | 215,4                                     | 191                                       | 198,6                                     | 2 341,9                                   |
| Fonte: Instituto Nacional de Meteorologia (INMET) (normal climatológica de 1981-2010; recordes de temperatura: 01/02/1961 a 30/04/1970 e 01/01/1977-presente) |                                           |                                           |                                           |                                           |                                           |                                           |                                           |                                           |                                           |                                           |                                           |                                           |                                           |

## Infraestrutura

### Educação
Morro do Chapéu é um dos três municípios do território de identidade da Chapada Diamantina a possuir um Centro Estadual de Educação Profissional (CETEP): o Centro Estadual de Educação Profissional em Saúde, Meio Ambiente e Recursos Naturais do Centro Baiano Jubilino Cunegundes.